# 5. Panzerarmee
La 5ª Armata corazzata (in tedesco 5. Panzerarmee) fu una armata corazzata dell'esercito tedesco attiva durante la seconda guerra mondiale. Costituita in Tunisia nel dicembre del 1942, con reparti misti dell'Asse, venne sciolta nel giugno del 1943 dopo gli eventi della campagna di Tunisia.
Ricostruita in Francia nell'agosto del 1944, venne definitivamente annientata nell'aprile del 1945 dopo essere stata accerchiata nella sacca della Ruhr.

## Storia

### In Nordafrica
La 5. Panzerarmee venne creata l'8 dicembre 1942 in Tunisia, a partire dal preesistente, e non ancora pienamente organizzato, LXXXX. Armeekorps, rapidamente trasferito nel paese africano dopo gli eventi conseguenti alla sconfitta della Panzerarmee Afrika ad El Alamein e dello sbarco americano in Marocco. Con l'arrivo delle forze del Regio Esercito giunte dall'Italia e inquadrate nel XXX Corpo d'armata l'8 dicembre 1942 venne costituita la 5. Panzerarmee.
La 5. Panzerarmee, il 23 febbraio 1943, insieme alla 1ª Armata italiana andò a costituire l'Heeresgruppe Afrika (Gruppo d'armate Afrika). L'armata prese parte alla campagna in terra tunisina contro le truppe anglo-statunitensi, prendendo parte alle battaglie di Sidi Bou Zid (14 - 15 febbraio 1943) e del passo Kasserine (19 - 25 febbraio), ed alla difesa della linea del Mareth. Nell'aprile seguente si ritirò ad Enfidaville, per poi prendere parte alla difesa di Biserta e Tunisi ai primi di maggio; la 5. Panzerarmee si arrese agli Alleati con il resto delle forze italo-tedesche il 12 maggio 1943, anche se l'unità venne ufficialmente sciolta solo nel giugno seguente.

### In Francia
L'unità venne ricostituita in Francia il 5 agosto 1944 a partire dal Panzergruppe West, la formazione che riuniva le unità corazzate dell'OB West; l'unità prese parte ai tentativi tedeschi di contrastare le truppe Alleate sbarcate in Normandia, riuscendo a sfuggire in parte all'annientamento nella sacca di Falaise. Nel settembre seguente lanciò un fallito contrattacco in Lorena contro la 3ª Armata statunitense, prima di ritirarsi verso il confine franco-tedesco dove venne coinvolta nella battaglia della Foresta di Hürtgen; nel dicembre del 1944 prese parte all'offensiva delle Ardenne, combattendo duramente a Bastogne e Houffalize, e soffrendo gravi perdite. Si ritirò in Germania attraverso il Belgio, prendendo poi parte alla difesa dei fiumi Roer e Reno (compresa la cattura del ponte di Remagen) nel febbraio - marzo del 1945. Rimasta accerchiata con altre forze tedesche nella sacca della Ruhr, venne costretta ad arrendersi il 17 aprile 1945.

## Comandanti
- Generalleutnant Heinz Ziegler (3 dicembre 1942-20 febbraio 1943
- Generaloberst Hans-Jürgen von Arnim (20 febbraio 1943 - 28 febbraio 1943)
- General der Panzertruppe Gustav von Vaerst (28 febbraio 1943 - 9 maggio 1943)
- General der Panzertruppe Leo Geyr von Schweppenburg (19 novembre 1943-4 luglio 1944)
- General der Panzertruppe Heinrich Eberbach (4 luglio 1944 - 9 agosto 1944)
- SS-Oberstgruppenführer Josef “Sepp” Dietrich (9 agosto 1944 - 9 settembre 1944)
- General der Panzertruppe Hasso von Manteuffel (9 settembre 1944 - 8 marzo 1945)
- Generaloberst Josef Harpe (8 marzo 1945 - 17 aprile 1945)

## Ordine di battaglia
8 dicembre 1942 - 1 gennaio 1943
- 10. Panzer-Division
- Division "General Göring"
- Schwere Panzerabteilung 501
- 50ª Brigata speciale di fanteria con semoventi 75/18
- 22. Luftlande-Division/Panzergrenadier-Regiment 47
- 334. Infanterie-Division
- Infanterie-Division „von Broich“
- 1ª Divisione fanteria "Superga"
- "Tunis Feld Bataillone" (5 Battaglionie di circa 867 soldati)
- 20. Flak-Division
- "Phalange africaine" (volontari del governo di Vichy)
- Reggimento "San Marco"

dal 9 aprile 1943
- Fallshirm-Panzer-Division 1 "Hermann Göring"
- Schwere Panzerabteilung 504
- Schwere Panzerabteilung 501
- 50ª Brigata speciale di fanteria
- Panzergrenadier-Regiment 47
- 334. Infanterie-Division
- 1ª Divisione fanteria "Superga"
- Infanterie-Division „von Manteuffel“
- 20. Flak-Division
- 999. leichte Afrika-Division
- "Phalange africaine"
- Reggimento "San Marco"

Panzergruppe West
15 luglio 1944XXXXVII. Panzerkorps, II. SS-Panzerkorps, I. SS-Panzerkorps, LXXXVI. Armeekorps
15 agosto 1944II. SS-Panzerkorps, I. SS-Panzerkorps, LXVII. Armeekorps, LXXIV. Armeekorps, LXXXVI. Armeekorps
28 settembre 1944XXXXVII. Panzerkorps, LVIII. Panzerkorps
5 novembre 1944LXXXI. Armeekorps, LXXXVI. Armeekorps, XII. SS-Armeekorps
31 dicembre 1944LVIII. Panzerkorps, XXXIX. Panzerkorps, XXXXVII. Panzerkorps, I. SS-Panzerkorps
19 febbraio 1945LXVI. Armeekorps, LXVII. Armeekorps, LXXIV. Armeekorps